# Lyn Christie
Lyndon Van Christie (* 3. August 1928 in Sydney; † 28. März 2020) war ein australischer Jazz-Bassist, Bandleader und Hochschullehrer.

## Leben und Wirken
Christie wuchs in Neuseeland auf; sein Vater war Saxophonist und Kirchenmusiker, seine Mutter spielte Klavier. Als Autodidakt hatte er erste Auftritte auf Partys, dann mit Martin Winiata und Julian Lee erste Radioauftritte. Für sein Medizinstudium ging er nach Australien und spielte eine Weile nur unregelmäßig Jazz. 1961 kam er nach Sydney, um dort als Arzt zu arbeiten, wurde aber auch bald Mitglied der dortigen Musikszene. Er leitete ein eigenes Quartett und wirkte an Aufnahmen von Errol Buddie (1963) und Judy Bailey (1964) mit. 1965 zog Christie nach New York City, wo er anfangs noch bis 1968 in Yonkers als Arzt praktizierte; daneben trat er mit Bands auf und studierte 1968/69 an der Juilliard School of Music.  
Christie spielte seitdem u. a. mit Musikern wie Patti Bown, Al Cohn/Zoot Sims, Ted Curson, Chico Hamilton, Ahmad Jamal, Jaki Byard, Chet Baker, Paul Winter, Freddie Redd, Tal Farlow; außerdem war er in den Bigbands von Thad Jones/Mel Lewis und Buddy Rich sowie in verschiedenen Sinfonieorchestern tätig. Lange Jahre spielte er jeden Dienstag mit dem Trio von Harfenistin Daphne Hellman, mit der er auch in Asien auf Tournee war, im Jazzclub The Village Gate. Anfang der 1970er Jahre arbeitete er auch mit Attila Zoller und Toshiko Akiyoshi und gastierte auf der Colorado Jazz Party. Ab 1973 leitete er eine eigene Formationen, in denen u. a. auch Randy Brecker, John Scofield, Walter Bishop, Jr. und Vic Juris spielten.
In den 1970er-Jahren wurde er verstärkt als Musikpädagoge tätig, zunächst am Westchester Konservatorium, wo er Mitglied des Westchester Philharmonic Orchestra war und ab 1980 das alljährliche June Jazz Festival initiierte; bis zu seiner Emeritierung war er dort als Leiter des Jazzstudienganges tätig. Er unterrichtete außerdem in Scranton (Pennsylvania) an Schulen und der University of Scranton, von 1978 bis 1990 am Mercy College und von 1989 bis 1995 am Lehman College. Daneben war er auch als Komponist einiger Filmmusiken tätig. Christie war Präsident der Gesellschaft Jazz Resources, Inc. und verfasste das Lehrbuch „Basic Concepts for the Bass Player.“
Nach seiner Emeritierung trat er mit seinem Lyn Christie Jazz Trio regelmäßig in Clubs und auf Konzerten im Raum New York auf.